# Kalantchak
Kalantchak (ukrainien : Каланчак, russe : Каланчак) est une commune urbaine de l'oblast de Kherson, en Ukraine. Elle compte 9 124 habitants en 2021.